# Wonder Man (série télévisée)
Pour les articles homonymes, voir Wonder.
Pour l'article sur le personnage, voir Wonder Man.
Marvel Zombies Vision
Wonder Man est une mini-série télévisée américaine à venir créée par Destin Daniel Cretton et Andrew Guest (en) pour la plateforme de streaming Disney+, basée sur le personnage éponyme de Marvel Comics. Il s'agit de la 17ᵉ série télévisée de l'univers cinématographique Marvel (MCU) produite par Marvel Studios, sous son label Marvel Television, et partageant la continuité des films de la franchise. Guest occupe le poste de showrunner. La série est également produite par Family Owned et Onyx Collective (en).
Yahya Abdul-Mateen II incarnera Simon Williams / Wonder Man, aux côtés de Ben Kingsley, Demetrius Grosse (en) et Ed Harris. En décembre 2021, Cretton a signé un accord global avec Marvel Studios pour créer des séries télévisées destinées à Disney+, avec une série comique déjà en développement à cette époque. En juin 2022, il a été révélé que cette série serait centrée sur Wonder Man, avec la participation de Guest et Cretton à la réalisation de certains épisodes. Abdul-Mateen a rejoint le casting en octobre de la même année, suivi de Stella Meghie et James Ponsoldt, annoncés comme réalisateurs en février 2023.
Wonder Man est prévue pour être diffusée sur Disney+ en décembre 2025 et devrait compter entre huit et dix épisodes. Elle fait partie de la Phase 6 du MCU et sera diffusée sous la bannière Marvel Spotlight.

## Synopsis
L’acteur Simon Williams basé à Los Angeles devient le super-héros, Wonder Man. Simon doit agir dans sa vie d’acteur tout en s’aventurant dans sa vie héroïque de super-héros aux côtés de Trevor Slattery autrefois déguisé en Mandarin.

## Distribution

### Acteurs principaux
Sauf indication contraire, les informations mentionnées dans cette section peuvent être confirmées par la base de données cinématographiques IMDb,  présente dans la section « Liens externes ».
- Yahya Abdul-Mateen II  : Simon Williams / Wonder Man[1]
- Ben Kingsley  : Trevor Slattery[2]
- Demetrius Grosse (en) : Eric Williams / Grim Reaper[3],[4]
- Ed Harris : Neal Saroyan, le manager de Simon[5],[6]
- Arian Moayed  : l'agent P. Cleary du Damage Control
- Josh Gad[7],[5]
- Lauren Glazier (en)[8]
- Byron Bowers (en)[9]
- Béchir Sylvain[10]
- Manny McCord[11]

## Épisodes
La série devrait compter huit à dix épisodes,, avec Destin Daniel Cretton à la réalisation des deux premiers. Stella Meghie, James Ponsoldt, et Tiffany Johnson ont également dirigé plusieurs épisodes.

## Production

### Développement
En décembre 2021, Destin Daniel Cretton a signé un accord pluriannuel avec Marvel Studios et Onyx Collective pour développer des projets télévisés destinés à Disney+, avec une série comique déjà en développement à ce moment-là,. Cretton devait produire la série via sa nouvelle société de production, Family Owned, tout en revenant pour écrire et réaliser la suite du film du MCU Shang-Chi et la Légende des Dix Anneaux (2021).
En juin 2022, il a été révélé que la série était en phase de développement précoce et qu'elle s'intitulait Wonder Man, centrée sur le personnage de Simon Williams / Wonder Man. Andrew Guest a rejoint le projet en tant que scénariste principal et développeur de la série, après avoir été producteur consultant sur la série Hawkeye (2021). Cretton devait également réaliser certains épisodes et a été confirmé comme réalisateur en octobre, dirigeant les deux premiers épisodes.
Joe Otterson, de Variety, a noté que la série pourrait être une satire d'Hollywood, ce qui correspondrait à l’histoire du personnage dans les comics, où il est acteur et cascadeur. Plus tard, la série a été décrite comme une étude de personnage de Simon Williams, explorant les coulisses d'Hollywood.
En février 2023, James Ponsoldt est entré en négociations pour réaliser plusieurs épisodes, tandis que Stella Meghie a été engagée pour en diriger plusieurs à la fin du mois. Plus tard, Tiffany Johnson a également été ajoutée à la liste des réalisateurs.
En octobre 2023, Marvel Studios a modifié son approche créative pour un processus plus traditionnel de développement télévisuel, en engageant des showrunners plutôt que de simples scénaristes en chef. Andrew Guest est ainsi devenu le showrunner de Wonder Man. Marvel Studios a officiellement annoncé la série en octobre 2024, dévoilant les premières images aux côtés de ses autres productions de 2025.
Adam Blevins, de Collider, a décrit Wonder Man comme le « secret le moins bien gardé de Marvel Studios », se réjouissant de l'annonce officielle. Initialement rapportée comme une série de dix épisodes,, le producteur exécutif Brad Winderbaum a indiqué en novembre 2024 qu'elle en compterait finalement huit.
Parmi les producteurs exécutifs figurent Kevin Feige, Jonathan Schwartz, Andrew Guest et Destin Daniel Cretton, avec Onyx Collective également impliqué dans la production,. Bonnie Munoz est également productrice.

### Écriture
Kira Talise, Madeline Walter, Paul Bradford Welsh, Anayat Fakhraie, Zeke Nicholson, Roja Gashtili et Julia Lerman ont travaillé sur la série.
Le producteur exécutif Brad Winderbaum a décrit Wonder Man comme une série centrée sur un duo, mettant en avant les personnages de Simon Williams et Trevor Slattery, tous deux acteurs. Il a qualifié la série de « lettre d'amour à Hollywood », rendant hommage aux apparitions de Simon Williams dans les comics West Coast Avengers des années 1980.

### Choix des interprètes
En août 2022, Ben Kingsley a été confirmé pour reprendre son rôle du Trevor Slattery dans le MCU, un rôle décrit comme majeur dans la série. En octobre de la même année, Yahya Abdul-Mateen II a été choisi pour incarner Simon Williams / Wonder Man.
Auparavant, Nathan Fillion était apparu sur des affiches de films en tant que Simon Williams dans une scène coupée du film Les Gardiens de la Galaxie Vol. 2 (2017). James Gunn, le réalisateur du film, appréciait le personnage de Wonder Man dans les comics et estimait que Fillion pouvait incarner ce « super-héros/acteur parfois prétentieux ». Bien que les affiches aient été supprimées du film, Gunn a précisé qu'elles restaient canon dans le MCU.
En février 2023, Lauren Glazier a rejoint le casting dans un rôle secondaire. Le mois suivant, Demetrius Grosse a été choisi pour jouer Eric Williams / Grim Reaper,, le frère de Simon, tandis que Ed Harris, a été confirmé dans le rôle de Neal Saroyan, l'agent de Simon.
Fin avril 2023, Josh Gad aurait rejoint le casting, une information confirmée en août 2024. Par la suite, Byron Bowers a été ajouté en juillet 2024, suivi de Béchir Sylvain en août et de Manny McCord en octobre.

### Tournage
Le tournage a débuté début avril 2023 à Los Angeles, mais a été interrompu fin mai en raison de la grève des scénaristes de la Writers Guild of America en 2023. Il a repris début janvier 2024 et s'est achevé en avril de la même année. La série a été officiellement annoncée en octobre 2024.
Le tournage principal de Wonder Man a débuté le 5 avril 2023 à Los Angeles, sous le titre provisoire Callback. La réalisation a été assurée par Destin Daniel Cretton, Stella Meghie, James Ponsoldt et Tiffany Johnson. Brett Pawlak a occupé le poste de directeur de la photographie, aux côtés d'Armando Salas, qui a travaillé sur les épisodes réalisés par Ponsoldt. Le tournage devait initialement s’achever début août. Les prises de vue en studio ont eu lieu au Radford Studio Center à Studio City, Los Angeles.
Le 4 mai 2023, alors que le tournage se déroulait sur Hollywood Boulevard, des grévistes participant à la grève des scénaristes de la Writers Guild of America (WGA) ont tenté d’interrompre la production. Toutefois, le tournage s’est poursuivi malgré la grève et Marvel Studios prévoyait d'avancer autant que possible, en ajustant les éventuels changements de scénario lors des reshoots déjà programmés. Le 8 mai, des piqueteurs ont réussi à stopper la production au Radford Studio Center,entraînant l’arrêt complet du tournage fin mai, avec une reprise prévue après la fin des grèves de la WGA et de la SAG-AFTRA,.
En octobre 2023, Joanna Robinson, co-autrice du livre MCU: The Reign of Marvel Studios, a rapporté que Marvel Studios envisageait d’abandonner la série, malgré les scènes déjà tournées avant les grèves. Après la fin de la grève de la SAG-AFTRA en novembre, et le départ de Cretton de la réalisation du film Avengers: The Kang Dynasty (renommé plus tard Avengers: Doomsday) pour se concentrer sur d’autres projets du MCU, dont Wonder Man, le tournage a été reprogrammé pour reprendre fin novembre, après Thanksgiving.
Le tournage a finalement repris à Los Angeles début janvier 2024. Toutefois, la production a été marquée par un drame : J.C. « Spike » Osorio, technicien lumière, est décédé le 6 février, après une chute depuis les passerelles du Radford Studio Center. À la suite d'une enquête des autorités californiennes sur la sécurité au travail, Disney et Radford Studio Center ont été condamnés à des amendes respectives de 36 000 $ et 45 000 $, les conditions de détérioration des passerelles ayant été reconnues comme cause de l’accident.
Le tournage principal s’est achevé début février 2024, avec quelques prises additionnelles prévues dans les semaines suivantes. La production s’est officiellement conclue en avril 2024.

## Marketing
Les premières images de la série ont été dévoilées en octobre 2024 dans une vidéo publiée par Disney+, annonçant le calendrier de sortie des projets de Marvel Television et Marvel Animation jusqu'à fin 2025.

## Diffusion
Wonder Man est prévue pour être diffusée sur Disney+ en décembre 2025 sous le label Marvel Spotlight.